# Marika Száraz
Marika Száraz (née à Zalaegerszeg, Hongrie, en 1947) est une licière hongro-belge. Ses tapisseries noires, d'une grande simplicité apparente, sont présentées dans des expositions à travers le monde et figurent dans de nombreuses collections. Elle a développé une technique personnelle qui lui permet de donner des volumes à ses tapisseries et de jouer avec la lumière. Elle est active également comme curatrice d'expositions textiles, notamment pour Asia-Europe et la Fondation Ildikó Dobrányi.

## Biographie

### Formation
Marika Száraz est née à Zalaegerszeg en 1947 et se forme à la tapisserie à l'Institut des arts appliqués de Budapest. À partir de 1968, elle  travaille à la Compagnie d'arts appliqués en tant que licière et réalise des tapisseries selon les cartons d'Endre Domanovszki et Gyula Hinz.
Elle se rend en Belgique en 1975 pour suivre les cours de sculpture de Jacques Moeschal à l'Académie royale des beaux arts de Bruxelles de 1976 à 1980. Elle obtient un master à L'École nationale supérieure des arts visuels de la Cambre où elle suit le cours de Tapta.
En 1990, profitant d'une bourse de la Fondation SPES, elle se rend à l'Université Kennedy de San Francisco. Puis, de retour à Bruxelles, elle s'initie à la restauration de tapisserie à l'Academie voor Beeldende Kunsten à Anderlecht de 1997 à 1999.

### Carrière professionnelle
Elle est une des curatrices de la Fondation Ildikó Dobrányi à Budapest. Dans ce cadre, elle lance, en 2011, le projet Web of Europe et invite des lissiers contemporains à compléter une tapisserie bruxelloise du XVIIIe siècle. Marika Szaraz a réalisé une vidéo sur ce projet, Art de la tapisserie, qui fait partie de l'installation aux Musées royaux d'art et d'histoire à Bruxelles d'abord et au Musée des Arts appliqués de Budapest par la suite,,.
Marika Száraz est également curatrice en 2016-2018 et 2019-2020 de l'exposition itinérante Asia-Europe qui réunit ,depuis 2011, les œuvres d'artistes asiatiques et européens et voyage, selon les éditions, du Musée de la Tapisserie de Tournai, au Textielmuseum de Krefeld, au Janina Monkute-Marks Art Museum à Kèdainiai et au Dronninglund Kunstcenter,. Pour Erny Piret, fondatrice de la manifestation, « il s’agit de mettre en rapport la richesse de l’imagination novatrice des artistes asiatiques et européens sur le principe de recherche personnelle liée à une technique culturelle typique ».
Marika Száraz est membre de l'Association hongroise des artistes de tapisserie, de Arelis, Paris, de la Fondation Mary Toms – Pierre Pauli, Lausanne, de l'American Tapestry Alliance (en), New York, Karpit, Budapest et MADI International. Elle est également présidente de la section Textile de l'association Métier d'art de Bruxelles, Commissaire des relations internationales de l'association Domaine de la Lice et participe régulièrement à des jurys de concours nationaux et internationaux et pour l'entrée dans des écoles artistiques, donne des conférences et organise des stages de tapisserie.
En 2008, elle réalise un court métrage, Sillons, sur ses recherches concernant la tapisserie traditionnelle de haute lisse. A cette occasion, elle réalise une tapisserie mobile, la matière devenant ainsi le sujet du film.
Ses tapisseries figurent dans de nombreuses collections privées et muséales : Musée Béla Bartòk à Budapest, Collection Pierre Pauli à Lausanne, Institut Supérieur pour l'Étude du Langage Plastique (ISELP) , Musée de la tapisserie à Tournai, Musée Savaria à Szombathely, Collection d'art contemporain de l'Université libre de Bruxelles, Collection MADI international, Musée Jean Lurçat à Angers, Collezione Civica di Fiber Art à Chieri.

## Style artistique
Toute la carrière artistique de Marika Száraz est consacrée à la tapisserie et, plus spécifiquement, à la recherche sur la relation entre la forme de l’œuvre et sa surface. Elle développe une technique personnelle permettant de modifier la forme de la tapisserie, en faisant des œuvres en trois dimensions dont les fils de chaîne changent de direction et créent de nouveaux plans qui réfléchissent la lumière. Ses tapisseries sont très sobres, souvent noires, et vibrent par le jeu des formes et de la lumière.

## Expositions (sélection)
Pour une liste détaillée, voire le site internet de Marika Száraz

### Expositions personnelles
- 2021 : Moment intemporel, Institut culturel hongrois, Bruxelles[2],[15]
- 2004 : Salon de la Féminité,– Ciney
- 1976 : Gallery Astelle, Bruxelles
- 1978 : Galerie Piedestal, Bruxelles
- 1978 : Hôtel Sheraton Luxembourg Ville
- 1987 : Fészek Club, Budapest
- 1994 : Galerie des Contemporains, Bruxelles[16]
- 1996 : Shambala Centre d’études Tibétaines, Bruxelles
- 1996 : Centre Régional d’Art textile, Angers

### Expositions collectives
- 2021: From Lausanne to Bei Jing International Fiber Art Biennale, en ligne, Chine[17]
- 2018 : Artapestry 5, Kulturcentrum, Ronneby[18]
- 2017 : Trames, Biennale de la tapisserie contemporaine, Bruxelles[19]
- 2015 : Les espaces inchangés, Musée des Beaux-Arts de Tourcoing[20], Artapestry 4, Art center Silkeborg Bad, Hasslach, Musée textile Lunebourg, musée d'art de Rovaniemi, Nexus- pAPER Kurogawa INN Museum Kyouseinosato, Japon
- 2014 : Suprematism 100, Symmetry Festival, Delft[21]
- 2013 : L'Inachevé, Galerie d'art contemporain, Bruxelles[22], Wool art, Musée des Beaux arts, Verviers[23]
- 2011 : Asia-Europe, Musée Jean Lurçat, Angers, Textilmuseum Krefeld [24]
- 2010 : Artapestry 2, Musée Jean Lurçat Angers[25];  Trame d'Autore, Sala Esposizioni Polo Culturale, Chieri[14]
- 2009 : Avec ou sans eau ?, 9ème Triennale Internationale des mini-textiles, Musée Jean Lurçat, Angers[26] ; Artapestry 2, Bergen, Aalborg; Angers
- 2008 : American Tapestry Biennial 7, Université de Tampa, / Kentucky Museum of Art & Craft[27] ; 5th From Lausanne to Bei Jing International Fiber Art Biennale, Pékin
- 2007 : Cheongju International craft Biennale[28]; 12ème triennale internationale de tapisserie, Lodz[29], Ondes-ondulation-oscillations, Galerie Les contemporains, Bruxelles[30]
- 2006 : SupreMADIsm, Musée d'art contemporain (MMOMA), Moscou[31],[32] ; Jardins réduits,  - Textilmuseum Saint Gall[33]
- 2004 : Itinéraire d'un fil, Bibliothéque Forney, Paris[34]
- 2002 : Les sept jours, œuvres de 7 artistes européens, Quaregnon[35]
- 2000 : Miniatures: 2000, Gallery Helen Drutt, Philadelphia, Museum of Art and Design, Helsinki
- 1998 : Salon International Design Intérieur, Tokyo
- 1988 : World Tapestry Today, exposition Internationale itinérante, Melbourne, Chicago, Memphis, New York, Heidelberg, Stuttgart, Aubusson

## Distinctions
- 2016 : nomination pour le prix Cordis, Edimbourg[36]
- 2008 : Prix de bronze de l'exposition "Lausanne-Beijng", Pékin[1]
- 2007 : Mention honorable  -  Cheongju International Craft Biennale - Cheongju[1]
- 2000 : 2ème prix du Concours de Cartons de Tapisserie d'Oudenaarde[1]
- 1996 : Prix Sosset - Arts Antiques Auctions[1]
- 1990 : Premier prix du Concours "Intégration d'une tapisserie de lice à une architecture"- Fondation de la tapisserie, Tournai[37]
- 1990 : Lauréate de la Fondation SPES, Belgique